# Faro de Villa Cisneros
El faro de Villa Cisneros (también llamado faro de Dajla o faro de Arciprés) es un faro situado en el promontorio de Arciprés Grande, cercano a la ciudad de Villa Cisneros, Sahara Occidental. Está gestionado por la autoridad portuaria y marítima del Ministère de l'équipement, du transport, de la logistique et de l'eau.

## Historia
Este faro sustituye al antiguo que data de aproximadamente 1920. Está compuesto por una torre de hormigón cilíndrica con linterna y galería. Está pintado con bandas horizontales negras.